# Хигин (папа)
Вижте пояснителната страница за други личности с името Хигин.
Папа свети Хигин е папа от около 138 до около 140 г.
Той е роден в Атина, Гърция. По време на своя понтификат той определя различните прерогативи на духовенството и дефинира степените в църковната йерархия. Хигин определя кръстниците от кръщението да бъдат помощници на новороденото по време на своя християнски живот. Той също така постановява всички църкви да бъдат освещавани. Смята се, че е загинал като мъченик при гонението на римския император Марк Аврелий, въпреки че никакви данни не потвърждават това.
Неговата памет се почита на 11 януари.